# Taeniopteryx auberti
Taeniopteryx auberti är en bäcksländeart som beskrevs av Kis och Sowa 1964. Taeniopteryx auberti ingår i släktet Taeniopteryx och familjen vingbandbäcksländor. Inga underarter finns listade i Catalogue of Life.